# Sternotherus
Genre
Synonymes
- Aromochelys Gray 1856
- Ozotheca Agassiz 1857
- Goniochelys Agassiz 1857

Sternotherus, ou tortues musquées, est un genre de tortues de la famille des Kinosternidae.

## Répartition
Les quatre espèces de cette sous-famille se rencontrent au Canada et aux États-Unis.

## Liste des espèces
Selon TFTSG (22 juin 2011) :
- Sternotherus carinatus (Gray, 1856)
- Sternotherus depressus Tinkle & Webb, 1955
- Sternotherus minor (Agassiz, 1857)
- Sternotherus odoratus (Latreille, 1801)

## Publication originale
- Bell, 1825 : [Sternotherus] in Gray, 1825 : A synopsis of the genera of reptiles and amphibia, with a description of some new species, Annals of Philosophy, London, ser. 2, vol. 10, p. 193–217 (texte intégral).